# Rafael Francisco Osejo
Rafael Francisco Osejo, fue un educador, filósofo y político nicaragüense que ejerció como Presidente de la Diputación que gobernó Costa Rica entre el 20 y el 29 de marzo de 1823.

## Biografía
Nació alrededor de 1790, posiblemente en la comunidad indígena de Sutiaba, en las vecindades de León. No se conocen los nombres de sus padres, ni su apellido materno, aunque en alguna fuente se menciona este como Escamilla. 
Tenía sangre indígena y africana, ya que se le menciona como mestizo, mulato o zambo. No contrajo matrimonio, aunque en Cartago tuvo un hijo extramatrimonial que murió adolescente.

## Formación
Se graduó de Bachiller en Filosofía en la Universidad de León. 
La Casa de Enseñanza de Santo Tomás, ubicada en San José, Costa Rica, le otorgó en 1829 el grado de Bachiller en Derecho Civil.

## Labor educadora y académica
Se trasladó en 1814 a San José, Costa Rica, para impartir lecciones de Filosofía (humanidades) en la Casa de Enseñanza de Santo Tomás, de la que fue nombrado Rector en mayo de ese año, al mes de haber iniciado su labor docente. Desempeñó la Rectoría hasta febrero de 1815, aunque continuó a cargo de la cátedra de Filosofía. 
En 1817 se radicó en Cartago, donde impartió lecciones de Filosofía. Entre sus alumnos figuraron Francisco María Oreamuno Bonilla y Joaquín Bernardo Calvo Rosales.
En julio de 1824 fue nombrado maestro de primeras letras en la Casa de Enseñanza de Santo Tomás y en 1830 catedrático de Filosofía de esa institución.

## Vida pública
El bachiller Osejo desempeñó algunos cargos públicos en Costa Rica en los últimos años de la dominación española. En 1819 fue designado como miembro del Tribunal Consular; en 1820 el Ayuntamiento de Ujarrás lo designó asesor jurídico y en 1821 el Ayuntamiento de Cartago lo nombró para formar parte de la Junta de Salubridad de esa ciudad. 
En 1820 protagonizó un grave conflicto con el Jefe Político Subalterno de Costa Rica Juan Manuel de Cañas-Trujillo, quien se opuso a que Osejo pronunciase un discurso en los actos de jura de la Constitución de Cádiz en Cartago.

### Actuación política en la época de la Independencia
Tuvo una destacada actuación política en Costa Rica en los primeros años de vida independiente y fue una de las más importantes figuras de los grupos que simpatizaban con un sistema republicano y adversaban la anexión al Imperio Mexicano de Iturbide. 
El Ayuntamiento de Ujarrás lo designó para como representante en la Junta de Legados de los Pueblos que se reunió en noviembre de 1821 bajo la presidencia de Nicolás Carrillo y Aguirre, pero aunque fue elegido Secretario de esa junta, su credencial fue anulada. Durante el año 1822 se apartó de la política y se dedicó a la explotación minera en los montes del Aguacate.
En febrero de 1823 desarrolló una gran actividad en contra de la anexión a México y en favor de la adhesión de Costa Rica a Colombia. Fue elegido como diputado al Congreso Provincial constituyente que se reunió en Cartago el 3 de marzo de 1823 y que el 8 de ese mes decidió la separación de Costa Rica del Imperio Mexicano. Desempeñó durante un tiempo las funciones de Secretario del Congreso.

### Presidente de la Diputación de Costa Rica
El 14 de marzo de 1823 el Congreso Provincial eligió a Rafael Francisco Osejo para ser uno de los integrantes de la Diputación de Costa Rica, junta de tres miembros propietarios y dos suplentes que debía asumir el poder en reemplazo de la Junta Superior Gubernativa que presidía José Santos Lombardo y Alvarado. Los otros dos miembros propietarios fueron Manuel María de Peralta y López del Corral y Hermenegidlo de Bonilla Morales. Como suplentes fueron elegidos Alejandro García-Escalante Nava y Juan José de Bonilla y Herdocia.
La Diputación inició sus funciones el 20 de marzo de 1823 y en la misma sesión inaugural eligió como Presidente a Rafael Francisco Osejo. Su gobierno fue muy breve, ya que el 29 de marzo un golpe militar encabezado por el caudillo monárquico Joaquín de Oreamuno y Muñoz de la Trinidad depuso a las autoridades y rompió el orden constitucional. Rafael Francisco Osejo fue perseguido por los monárquicos y hubo de huir a San José.

### Actuación política posterior a la Independencia
Después de la caída del gobierno monárquico, y tras algunas incidencias, Rafael Francisco Osejo volvió en julio de 1823 a ocupar su curul en el Congreso Constituyente; sin embargo, en agosto se anuló su credencial como diputado y al mes siguiente se le encarceló, por haber sospechas de que los miembros de la Diputación habían estado en conturbenio con los monárquicos golpistas. Sin embargo, el 28 de septiembre, el tribunal encargado de juzgar a los monárquicos absolvió de toda culpa a Osejo.
En diciembre de 1825 fue elegido como magistrado de la Corte Suprema de Justicia de Costa Rica, pero declinó el cargo. A principios de 1828 fue procurador síndico de San José y de 1828 a 1830 fue diputado por Ujarrás. Fue el promotor de la llamada Ley Aprílea, que separó a Costa Rica de la Federación centroamericana de 1829 a 1831.
De 1831 a 1833 fue Diputado por Alajuela y durante varios meses de 1831 fue Presidente de la Asamblea Legislativa.
Fue uno de los promotores de la idea de la rotación periódica de las autoridades, que se materializó en 1834 con la emisión de la polémica Ley de la Ambulancia. Gracias a sus esfuerzos se emitió en 1832 la primera ley sobre obligatoriedad de la enseñanza primaria.
En agosto de 1833 fue nombrado Contador específico del Estado y en octubre de ese año fue elegido como Magistrado suplente de la Corte Suprema de Justicia de Costa Rica. En diciembre siguiente, el Departamento Oriental de Costa Rica lo eligió como diputado al Congreso federal centroamericano, pero en mayo de 1834 su credencial fue declarada nula. Después fue Diputado federal por Nueva Segovia (1835-1836) y por León (1836-1837). En 1838 fue Jefe Político de San Salvador llegando a ser Alcalde de Primer Voto en el Consejo Municipal de San Salvador en 1840. En 1847 fue Comisionado de Nicaragua en Honduras.

## Obras
Publicó, entre otras obras, unas Breves lecciones de aritmética y una Geografía de Costa Rica y los folletos Apología de la Ley Aprílea y su confirmatoria y La igualdad en acción.
Es considerado "Maestro de la Astronomía Costarricense" porque procedente del Seminario Conciliar de León en Nicaragua fundó en 1814 la "Casa de Enseñanza de Santo Tomás" en San José, iniciando el ejercicio de la astronomía en Costa Rica al introducir los primeros conceptos formales de astronomía en las aulas.

## Fallecimiento
Murió alrededor de 1848, al parecer en Comayagua, Honduras.

## Benemeritazgo de Rafael Francisco Osejo en Costa Rica
El Bachiller Osejo fue declarado Benemérito de la Patria, pero tal declaración fue anulada. Desde el 20 de abril de 2006, se encuentra en trámite su benemeritazgo en la Asamblea Legislativa de Costa Rica según iniciativa popular n.º 486 del Dr. Carlos Francisco Rodríguez Flores.
A pesar de que el Bachiller Osejo jugó un papel protagónico en su labor republicana en los albores de la independencia de Costa Rica, así como en la creación de leyes trascendentales para la institucionalidad costarricense, como LA PRIMERA LEY SOBRE LA OBLIGATORIEDAD DE LA ENSEÑANZA PRIMARIA, La Asamblea Legislativa de Costa Rica aún no le ha dado el trámite necesario a esta iniciativa popular en aras de agilizar su benemeritazgo.